# Gołkowice (województwo śląskie)

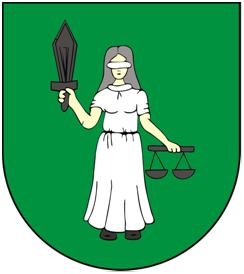
Nieoficjalny herb wsi Gołkowice

Gołkowice (niem. Golkowitz) – wieś w Polsce, położona w województwie śląskim, w powiecie wodzisławskim, w gminie Godów. Jest drugą co do wielkości wsią w gminie.

## Położenie
Sołectwo Gołkowice wchodzi w skład gminy Godów. Powierzchnia miejscowości wynosi 946 ha (co stanowi 24,84% powierzchni gminy), w której mieszka 4059 osób.
Liczba ludności na przełomie lat:
| 31.12.2004 | 31.12.2005 | 31.12.2006 | 31.12.2007 | 31.12.2008 | 31.12.2013 |
| ---------- | ---------- | ---------- | ---------- | ---------- | ---------- |
| 3418       | 3447       | 3482       | 3517       | 3582       | 3822       |

Gołkowice graniczą:
- od południa – z Czechami,
- od północy – ze Skrzyszowem,
- od wschodu – z miastem Jastrzębie-Zdrój,
- od zachodu – z Godowem.

Gmina Godów położona jest w zlewni rzeki Olzy, prawobrzeżnego dopływu Odry. Piotrówka będąca prawobrzeżnym dopływem Olzy ma swój początek w Czechach, na odcinku ok. 6 km jest rzeką graniczną, a przepływa przez sołectwa Skrbeńsko, Gołkowice, Godów. Szotkówka, też będąca prawobrzeżnym dopływem Olzy, przepływa wraz ze swoim prawobrzeżnym dopływem Leśnicą przez sołectwa Gołkowice i Godów.
Geograficznie, Gołkowice leżą na Wysoczyźnie Kończyckiej, będącej częścią Kotliny Ostrawskiej, historycznie zaś są położone na Górnym Śląsku na ziemi wodzisławskiej.

## Nazwa
Nazwa Gołkowice pochodzi od imienia Gołek. W alfabetycznym spisie miejscowości z terenu Śląska wydanym w 1830 roku we Wrocławiu przez Johanna Knie wieś występuje pod obecną, polską nazwą Golkowice oraz nazwą zgermanizowaną Golkowitz.

## Integralne części wsi
| SIMC    | Nazwa    | Rodzaj    |
| ------- | -------- | --------- |
| 0214422 | Borowica | część wsi |
| 0214439 | Głębocz  | część wsi |
| 0214445 | Podlesie | część wsi |
| 0214451 | Żabków   | część wsi |

## Historia
Miejscowość została po raz pierwszy wzmiankowana jest w 1223 roku. Następnie w 1229 roku, w bulli papieża Grzegorza IX dla benedyktynów tynieckich, zatwierdzającej ich posiadłości w okolicy Orłowej, w tym wieś Uchilsko. Powstała w 1268 filia tegoż klasztoru w Orłowej posiadała pod koniec XIII wieku prawa do dochodów z tej wsi.
W 1278 książę opolsko-raciborski Władysław wydał dokument „in curia nostra circa Golcowitz”, tj. „na naszym dworze pod Gołkowicami”, tak więc istniał tu już wówczas dwór będący własnością książęcą. W tym dokumencie wydanym w Gołkowicach książę Władysław (Wodzisław) zezwolił swemu rycerzowi Stefanowi na lokację wsi Żernica na prawie niemieckim.
Od końca XV aż do XIX wieku Gołkowice należały do Wodzisławskiego Państwa Stanowego. W wyniku wojen śląskich Gołkowice wraz z całą ziemią wodzisławską znalazły się w Królestwie Pruskim.
Topograficzny opis Górnego Śląska z 1865 roku notuje stosunki ludnościowe na terenie wsi – „In Golkowitz befinden sich 149 Haushaltungen 740 polnisch Sprechenden(...).”, czyli w tłumaczeniu na język polski „W Gołkowicach znajduje się 149 gospodarstw domowych z 740 mieszkańcami mówiącymi po polsku(...)”.
W 1922 roku wieś została włączona do II Rzeczypospolitej.
W latach 1975–1998 miejscowość położona była w województwie katowickim.

## Kultura i sport
W Gminnym Centrum Kultury, Turystyki i Sportu działa zespół taneczny „Iskierki” oraz zespół wokalny „Absolut”.
W miejscowości działa Klub Sportowy KS-27 Gołkowice, który powstał w 1927 r. Jego założycielami byli: H. Mynte, E. Majewicz i M. Dworok. Rozpoczynając występy od klasy C drużyna KS-27 doszła w okresie międzywojennym do B – klasy. We wrześniu 1939 roku, kiedy drużyna posiadała już na swoim koncie wiele sukcesów, rozpoczęła się II wojna światowa. Po reaktywowaniu sportowej działalności już w maju 1945 r. Klub zmienia szyld i przyjmuje nazwę Towarzystwo Gimnastyczno-Sportowe (T.G.S.). Pierwszym powojennym prezesem Klubu Sportowego był Jozef Wojtek, a drużyna piłkarska szybko awansuje do klasy A – najwyższa klasa w Podokręgu Rybnickim. W latach 1952–1953 powstają zrzeszenia sportowe i klub przyjmuje następujące nazwy: „Gwardia” (prezes R. Wojtek), „Górnik” (prezes R. Wojtek) i „Sparta” (prezes J. Kramliczek). W 1957 r. na 30-lecie klubu sportowego A. Damec – prezes i P. Grzonka – sekretarz, przywracają klubowi sportowemu pierwotną nazwę KS-27. Nazwa ta przetrwała do dziś. W 2010 r. klub występował w B-klasie podokręgu Rybnik. W klubie tym występował reprezentant Polski Grzegorz Tomala.

## Religia

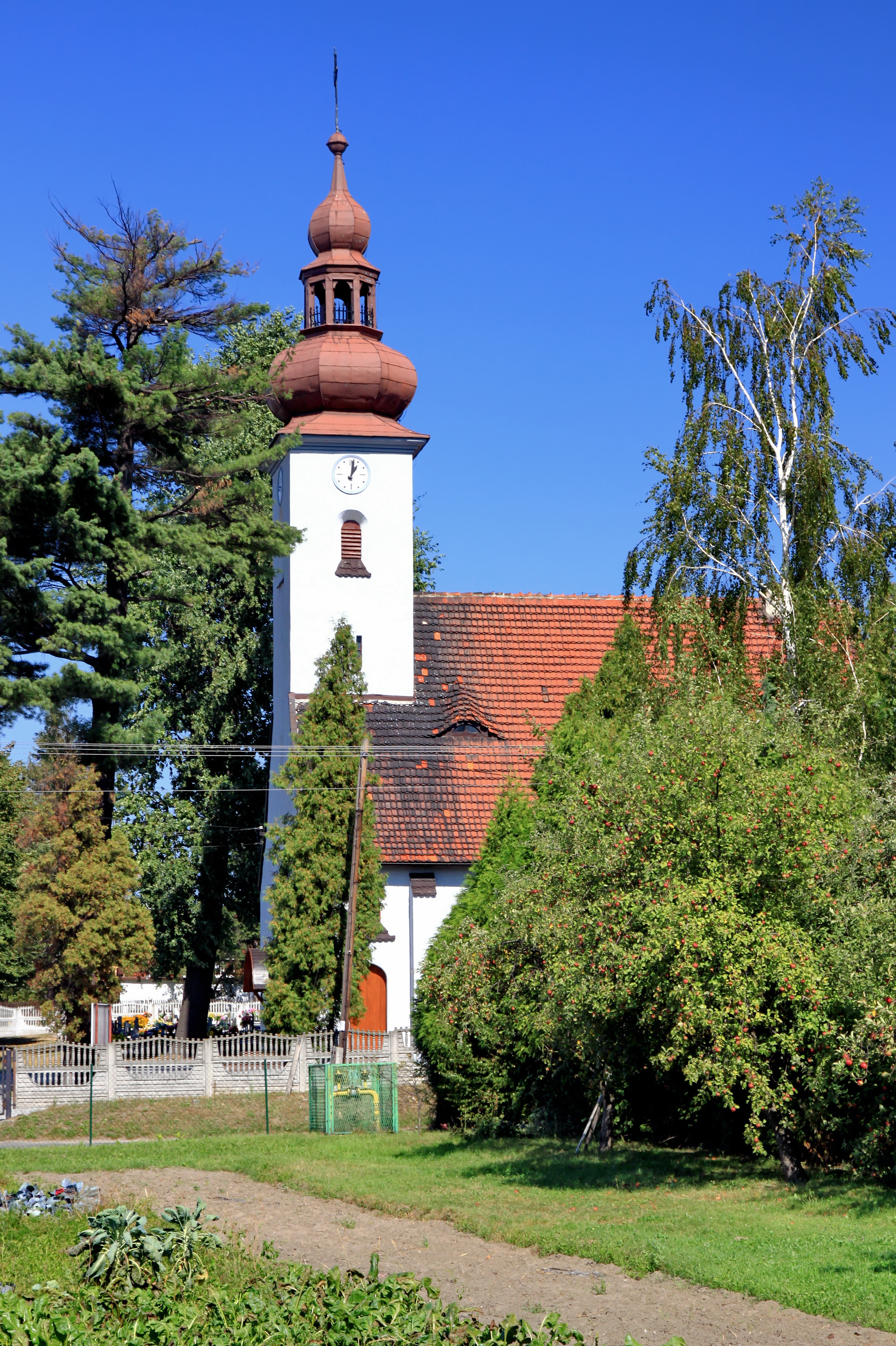
Zabytkowy Kościół Ewangelicko-Augsburski

Na terenie sołectwa działalność duszpasterską prowadzą następujące kościoły:
- Kościół Ewangelicko-Augsburski (parafia w Gołkowicach)
- Kościół Rzymskokatolicki (parafia Podwyższenia Krzyża Świętego i św. Anny).

## Zabytki
Miejscowy Plan Zagospodarowania gminy Godów z 2002 roku podaje, iż Kościół Św. Anny w Gołkowicach został objęty strefą A ochrony konserwatorskiej wpisany jest pod nr 759/66 (nr rej. A/525/2019) do rejestru zabytków województwa śląskiego. Ochroną konserwatorską „B” w Gołkowicach objęto:
- kościół ewangelicko-augsburski przy ul. Cmentarnej,
- kościół pw. św. Anny wraz z kapliczką Jana Nepomucena przy ul. 1 Maja,
- kaplicę przy ul. 1 Maja,
- kaplicy przy ul. Jana III Sobieskiego
- zamek średniowieczny - Rejestr NID - numer rejestru - 1170/70 z 1970-12-29 (stanowisko 1) – nieistniejący
- średniowieczne grodzisko stożkowate - Rejestr NID - numer rejestru - 1169/70 z 1970-12-29 (stanowisko 2)

Zabytkowy spichlerz z Gołkowic z 1688 r. został przed II wojną światową przeniesiony do Katowic. Miał stanowić, wraz z drewnianym kościołem pw. św. Michała przeniesionym z Syryni, zaczątek powstającego skansenu na terenie katowickiego Parku Kościuszki.

## Turystyka

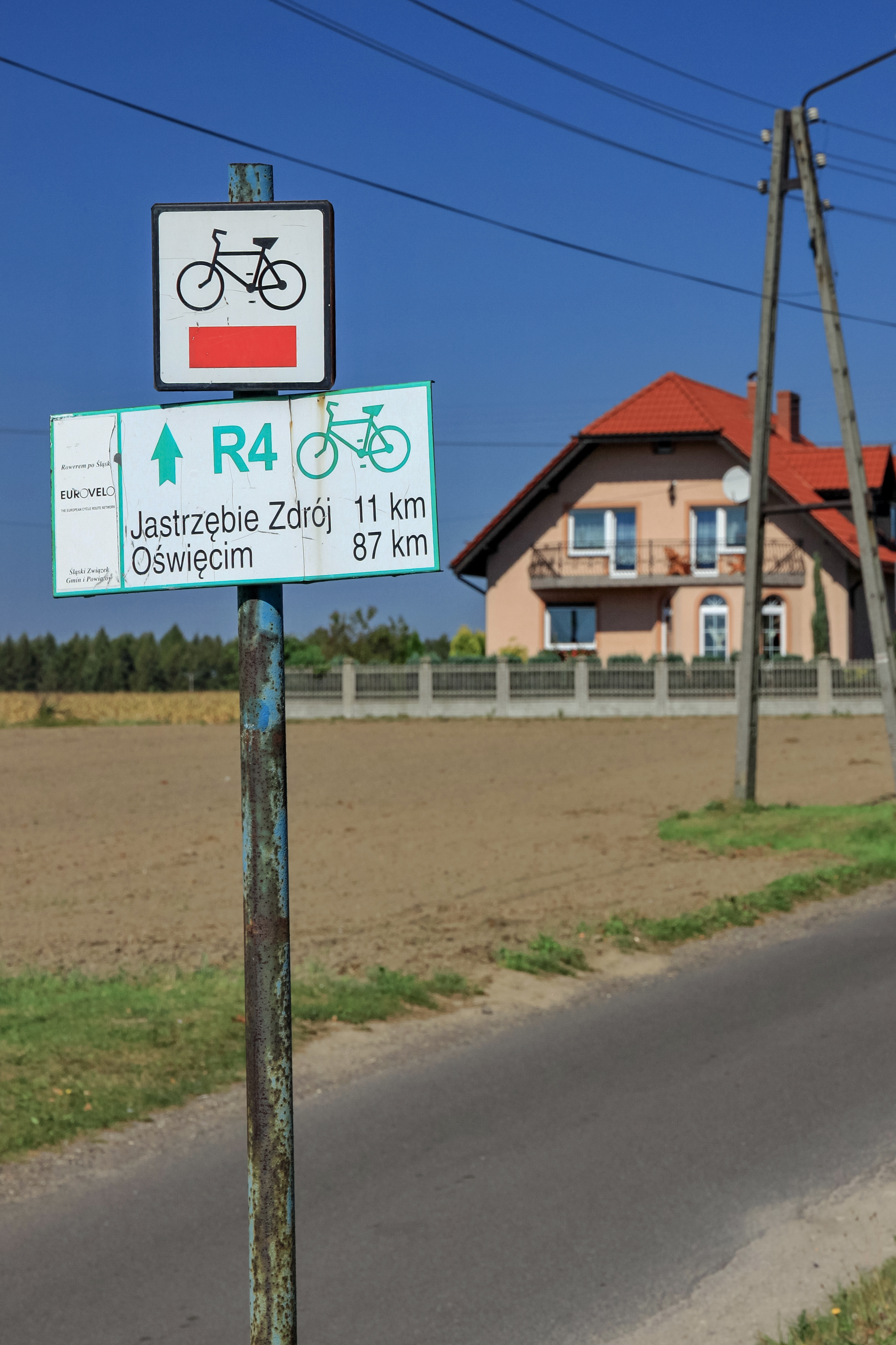
Znaki szlaków rowerowych R4 i 24C

- Przez miejscowość przebiega międzynarodowa trasa rowerowa EuroVelo 4 (Szlak Europy Centralnej) – w Polsce wyznakowana jako R-4 , obecnie od granicy polsko-czeskiej do Krakowa. Trasa ta ma w gminie wspólny przebieg z  czerwoną trasą rowerową nr 24, tzw. Pętlą rowerową Euroregionu Śląsk Cieszyński.
- Szlak Zamków nad Piotrówką – Kończyce Wielkie – Kończyce Małe – Zebrzydowice – Marklowice Górne – Marklowice Dolne – Pierstna – Piotrowice koło Karwiny – Skrbeńsko – Gołkowice (25 km)
- Pieszy turystyczny  Szlak im. Powstańców Śląskich (18,40 km) → trasa: Szeroka – Godów[18]
- Żelazny Szlak Rowerowy (43 km).

## Znane osoby pochodzące z Gołkowic
- Marian Dziędziel (aktor)
- Franciszek Surma (pilot)
- Leopold Zarzecki (działacz niepodległościowy).